# Kantongerecht Onderdendam

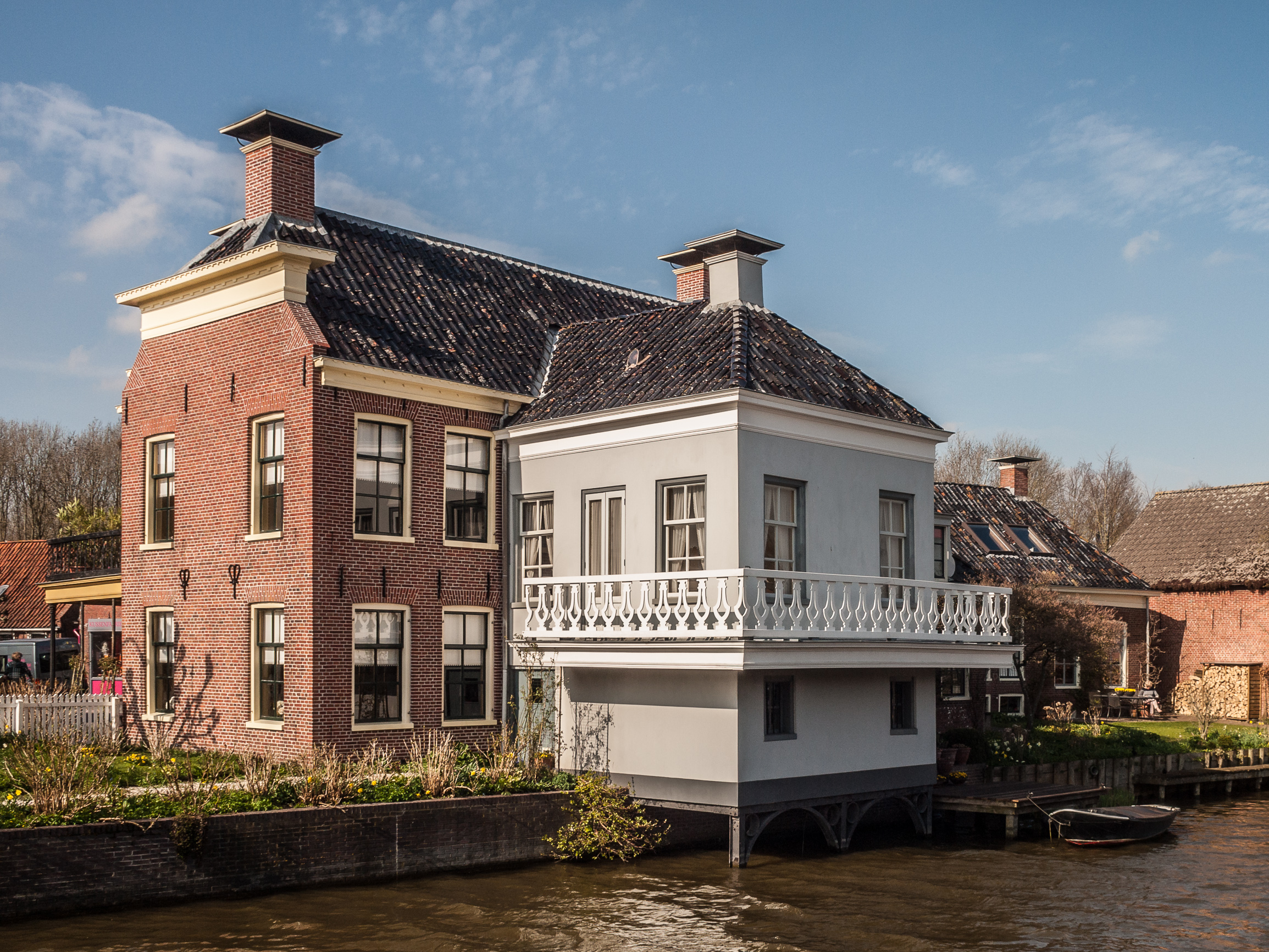
Kantongerecht van 1877 - 1885 Middelstumerweg1 te Onderdendam, gezien vanaf de achterzijde (2013). In de bovenzaal boven de gelagkamer bevond zich de rechtszaal en onder in de uitbouw de gevangenis. Aan het eind van de negentiende eeuw is het kanaal ongeveer drie meter verbreed waardoor de gevangenis boven het water kwam te liggen.

Het Kantongerecht Onderdendam was van 1838 tot 1934 een kantongerecht in het Nederlandse dorp Onderdendam in de provincie Groningen. Hoewel het een klein dorp was, koos men toch voor die locatie, omwille van haar centrale ligging binnen het kanton Hunsingo op een kruispunt van wegen en kanalen. Het kantongerecht ontstond - met enige vertraging door de onafhankelijkheid van België  - in 1838 bij de 'Wet van den 18 April 1827'. Die wet hief ook het vredegerecht Onderdendam van de rechtbank Appingedam (1811-1838) op, dat bestond uit de kantons Winsum en Middelstum.  
De voorganger van het Kantongerecht Onderdendam was de rechtbank van eerste aanleg (1803-1811), die samen met de belastingdienst in het 'Regthuis' aan de Warffumerweg 2 te Onderdendam was gevestigd. Het tegenovergelegen logement/herberg aan de Middelstumerweg 1 diende als wachtkamer en gevangenis. Dat laatste pand werd in 1972 opgenomen in het rijksmonumentenregister. 

## Geschiedenis

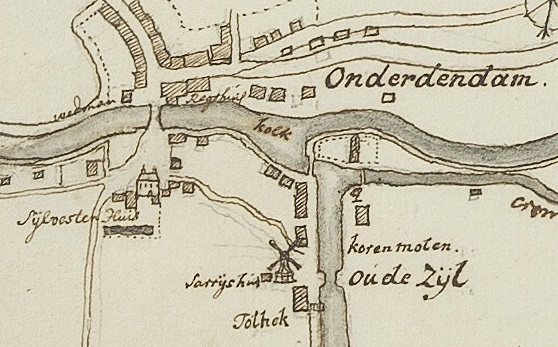
Regthuis van Menkeweer. Middelstumerweg 3 te Onderdendam. Detail uit de kaart van T. Beckeringh (1748 - 1781). Trekvaart van Onderdendam naar Kantens.

Onderdendam had in 1763 een rechthuis voor de rechtsstoel Menkeweer, waaronder ook het kerspel Huizinge viel. De galgenberg van de rechtsstoel - aan de Middelstumerweg - dateerde vermoedelijk al uit de middeleeuwen. Daarnaast had Onderdendam vermoedelijk nog een tweede galgenberg aan het Kardingermaar, die onder de rechtsstoel van Bedum ressorteerde.
Wanneer de Fransen in 1795 in Nederland aan de macht komen, zetten ze bestuurlijke en rechterlijke organisaties op op basis van hun principes 'Vrijheid, gelijkheid en broederschap'. Volgens het beginsel "Gelijkheid" moet de bestuurlijke en rechterlijke macht goed bereikbaar zijn voor iedereen. Omdat Onderdendam centraal in het gebied van het Hunsingo Quartier en van het Fivelingo Quartier ligt, wordt het dorp aangewezen als vestigingsplaats voor de Burgerlijke Rechtbank. De beide uiterste dorpen Zoutkamp en Appingedam liggen immers op slechts vijf uur lopen van Onderdendam.
De "Besluiten der Eerste Kamer van het vertegenwoordigend lichaam der Bataafse Volks" van 23 september 1800 vermelden waar de Departementen voor Burgerlijke Rechtbanken gevestigd zijn en wat hun rechtsgebied is. Met uitzondering van het Waddeneiland Texel, zijn de departementen ingedeeld volgens de rivieren: het Departement van de Eems, het Departement van den Ouden IJssel, het Departement van den Rijn, het Departement van den Amstel, het Departement van Texel, het Departement van de Delf, het Departement van de Dommel en het Departement van Schelde en Maas. 
In het departement van de Eems liggen de Burgerlijke Rechtbanken op de volgende locaties: Dokkum, Leeuwarden, Harlingen, Bolsward, Drachten, Groningen, Onderdendam en Winschoten.
Rechtsgebied Burgerlijke Rechtbank van Groningen: de gehele vijfde Ring; en wel de Gemeentes van Peize, Haren, Groningen, Zuidwolde en 't Hoogezand, mitsgaders de Gemeentes van de Leek, Oldehove en Aduard, uit de vierde Ring en de Gemeente van Sappemeer uit de zevende Ring.
Rechtsgebied Burgerlijke Rechtbank van Onderdendam: de Gemeentes van Zeerijp, ten Boer, Godlinze, Appingedam, Leens, Eenrum, Winsum, Middelstum en Uithuizen, alle uit de zesde Ring,
Rechtsgebied Burgerlijke Rechtbank van Winschoten: rechtsgebied over de gehele zevende Ring, en wel de Gemeentes van Zuidbroek, Veendam, Wildervank, Oude Pekel-A, Finsterwolde, Scheemda, Winschoten, Bellingwolde en Vlagtwedde; mitsgaders de Gemeentes van Siddeburen en Midwolderhamrik, uit de zesde Ring.
Bij besluit van het Departementaal Bestuur van 4 mei 1803, wordt het platteland van de provincie Groningen opgedeeld in zes jurisdicties. Te weten: Hunsingo Quartier, Fivelingo Quartier, Wester Quartier, Gorecht en Sappemeer, Wold - Oldambt en Klei-Oldambt, Wedde en Westerwolde. Als hoofdplaatsen worden respectievelijk aangewezen: Onderdendam, Appingedam, Zuidhorn, Zuidbroek, Hoogezand en Wedde.
In deze jurisdicties worden de civiele-  en criminele rechtsplegingen uitgeoefend en schriftelijk vastgelegd door een drost, een fiscaal en een secretaris. De drost was een alleensprekend rechter, de fiscaal was de openbare aanklager. De drosten werden voor zes jaar benoemd. De secretarissen en de fiscaals voor het leven. De functionarissen waren verplicht om te wonen in de hoofdplaats van de jurisdictie. In het Hunsingo Quartier worden in 1803 benoemd: tot drost Meester Johan Wichers; tot secretaris Meester Hendrik Willem Hoving; tot fiscaal Meester Johan Hendrik van Sijsen.
Drost dr. Johan Wichers bleef in Groningen wonen, maar de nieuwe secretaris mr. Hindrik Willem Hoving werd verplicht zich in Onderdendam te vestigen. Hij liet een dubbel herenhuis aan de Middelstumerweg bouwen en werd in 1813 de eerste notaris van Onderdendam.
Nu het bestuur is gevormd moet het besluit van 23 september 1800, waarbij Onderdendam is aangewezen als vestigingsplaats voor een Burgerlijke Rechtbank, door hen worden uitgevoerd. Na enig onderzoek wordt alleen het Zijlvestenhuis,  geschikt geacht voor het vestigen van de rechtbank. Als het niet tot een akkoord komt met het Zijlvesterbestuur wordt besloten gebruik te maken van de herberg bij de aanlegplaats van de trekschuiten ("Vaartzicht"). Snel blijkt dat deze keus geen gelukkige greep is; het gericht is op een gênante wijze gehuisvest. De jachtweide doet dienst als wachtlokaal. Bovendien is er slechts één kamer voor de fiscaal van de jurisdictie en de advocaten samen en de rechtkamer is veel te laag en te klein. Het is duidelijk dat het medegebruik van een herberg met zo weinig mogelijkheden niet kan blijven bestaan.

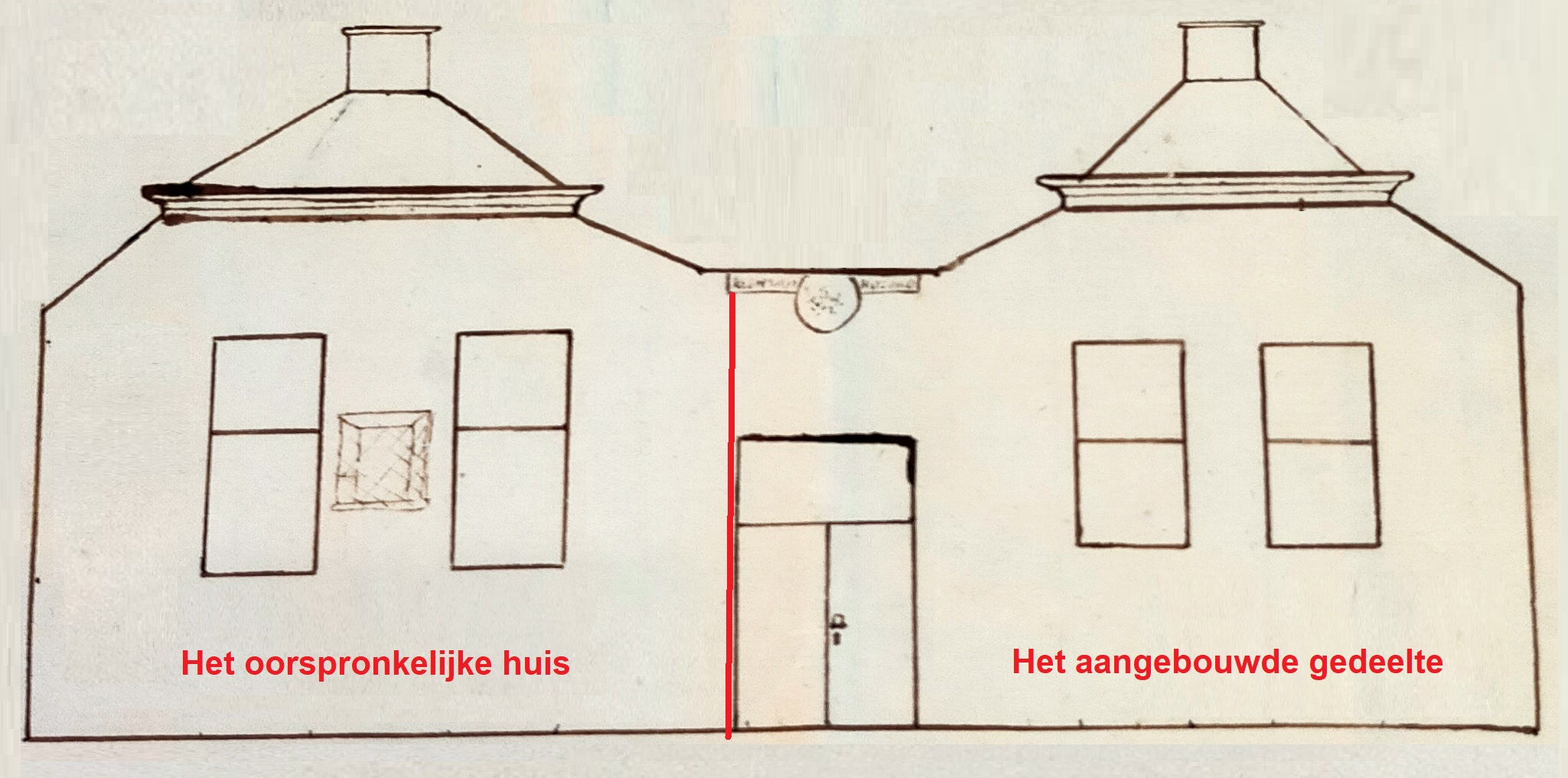
Bouwtekening uit 1804 van de voorgevel van het Regthuis.

In de vergadering van het Departementaal Bestuur op 19 januari 1804 wordt een verzoekschrift van Meint Lammerts  Mulder en zijn vrouw Etta Stephania Numan behandeld. Hierin bieden zij aan om het huis ten noordwesten van de Zijlvesterbrug op hun eigen kosten geschikt te maken voor een Rechthuis. De herbergier en zijn vrouw, die het huis (Warffumerweg 2) met de bijbehorende herberg (Middelstumerweg 1) hadden overgenomen van wedman Egbert Jans Tillema, stelden daarop hun woning aan de Warffumerweg ter beschikking. Uit artikel 14 van het: "Request voor de castelein Meint Lammerts Mulder, te Onderdendam” blijkt dat In 1804 de woning verbouwd is tot rechtszaal met achter de balie een publieksruimte. Tegen het bestaande gebouw werden afzonderlijke kamers voor de  fiscaal (officier van justitie) en de advocaten, een hoofd- en dwarsgang, alsmede een hok voor de deurwaarder gebouwd.
Boven de ingang van het rechthuis aan het dorpsplein prijkte een afbeelding van het vijftiende-eeuwse landschapszegel of Quartiers wapenschild, uitgehouwen uit zandsteen, met het bijschrift 'Rechthuis van Hunsingo'; daarboven een beeldje van Vrouwe Justitia.
De herberg aan de overkant fungeert als secretarie en wachtkamer; en er is een vertrek omgebouwd tot gevangenis.
De aanstelling van het departementale bestuurslid Meester Johan Wichers tot drost in de jurisdictie van het Hunsingo Quartier blijkt achteraf geen gelukkige keus. Inwoners van de jurisdictie gaan er niet mee akkoord dat de drost na meer dan een jaar nog niet in de hoofdplaats Onderdendam woont. Volgens de instructie was hij daartoe verplicht. In een gesprek hierover met het Departementale Gerechtshof worden de klachten gegrond verklaard. Het departement moest daarom de drost erop aanspreken om aan zijn verplichting te voldoen om hiermee verdere maatregelen tegen hem te voorkomen. Door het verzoek van Wichers om een "honorabele demissie" loste deze kwestie zich vanzelf op. Gezondheidsproblemen en huiselijke omstandigheden zouden hem verhinderd hebben het drostambt optimaal te vervullen. Meester Pieter Rembt Sickinghe (1743-1821), vanaf 1814 jonkheer, volgt hem korte tijd daarna op als drost. Pieter Rembt Sickinghe trouwt op 07 maart 1780 met Anna Josina Petronella Alberda van Ekenstein. Haar vader brengt het Landgoed Ekenstein (nabij Appingedam) weer tot grote bloei. In 1806 wordt Lodewijk Napoleon koning over het Koninkrijk Holland. Voor het Koninkrijk Holland is nieuwe wetgeving geschreven in naam van Lodewijk  Napoleon, door de gratie Gods en de Constitutie des Koningrijks, Koning van Holland, Connétable van Frankrijk. Deze wetgeving is vastgelegd in het "Wetboek op de Regterlijke Instellingen en  Regtspleging in het  Koninkrijk Holland". In het Eerste boek Regterlijke Instellingen en Werkzaamheden, staat in het Tweede hoofdstuk: "Van de Collegiën en Personen, door welke de Regterlijke Magt zal worden uitgeoefend in het algemeen" onder Artikel 10. Te dien einde zullen er bestaan: I. Een hoog geregtshof   Il. Geregtshoven van appèl  III. Vierscharen  lV. Civiele regtbanken.        
In het vijfde hoofdstuk: "Van de Vierscharen", staat onder Artikel 36: dat de gehele oppervlakte van het rijk zal verdeeld worden in één-en-veertig districten, waarin zullen worden opgericht de navolgende Vierscharen (Rechtbanken): punt 33°. De vierschaar van Groningen, residerende in die stad, en bevattende het eerste kwartier van het departement stad en lande van Groningen, zoodanig als dit bij decreet van den 27sten van grasmaand 1808 is bepaald punt 34°. De vierschaar van Appingadam, residerende aldaar. en bevattende het tweede kwartier van hetzelve departement als voren. punt 35°. De vierschaar van Winschoten, residerende aldaar, en bevattende het derde kwartier van hetzelve departement als voren.
Het gebied is gelijk gebleven maar Onderdendam is verruild voor Appingedam. De Groningse Adel heeft het gewonnen van het Gelijkheidsbeginsel, met als gevolg dat de Rechtbank nu aan de rand van het gebied is gevestigd. De binding van Mr. Piet Rembt Sickinghe en zijn vrouw  met Appingedam (Ekenstein) hebben hier zeker aan bijgedragen. Immers in de tekst lezen we onder punt 33 dat de voorbereidingen voor deze wetgeving reeds in 1808 hebben plaats gevonden. Mr. Piet Rembt Sickinghe is dus medeverantwoordelijk voor de besluitvorming die toen heeft plaatsgevonden.
Lodewijk Napoleon probeerde een eigen koers te varen en kwam, tegen de instructies van zijn broer, op voor de belangen van het Koninkrijk Holland. Dat leidde tot steeds meer toenemende conflicten met zijn broer. Als gevolg moest hij in 1810 aftreden, waarop het Koninkrijk Holland in zijn geheel werd geannexeerd door Frankrijk. Reeds in de winter van 1809 komt het einde van het Koninkrijk Holland in zicht. In december 1809 wordt Walcheren onder Frans bestuur geplaatst. Op 16 maart 1810 wordt het gebied ten zuiden van de Waal en Merwede door Frankrijk ingelijfd. Per decreet van 9 juli 1810, lijft Napoleon de rest van het Koninkrijk Holland in bij het Eerste Franse Keizerrijk. In het stuk " de Verdeeling van Holland in Departementen, Arrondissementen en Vredegerechten" in het jaar MDCCCXI (1811): Staat: "Het Grondgebied van Holland met het Franse Keizerrijk vereenigd, wordt in zeven departementen verdeeld als: Het Departement van de Zuiderzee; de monden van de Maas; van den Boven-IJssel; de Monden van den IJssel; van Vriesland; van de Wester-Eems en van de Ooster-Eems. Het departement der Wester-Eems met als hoofdstad Groningen is verdeeld in de volgende vijf Arrondissementen: 1) de Stad Groningen. 2) de Stad Appingedam 3) de Stad Winschoten. 4) de Stad Assen. 5) dat van de Stad Neuhaussen. Onder de uitsplitsing van de Arrondissementen staat vervolgens: het tweede Arrondissement  is verdeeld in vier Kantons als: Eerste Kanton Winsum; Tweede Kanton Middelstum; Derde Kanton Loppersum; Vierde Kanton Appingedam. Alzoo heeft dit tweede Arrondissement in vier Kantons; eene Bevolking van 39.550 Zielen. Dit tweede Arrondissement, heeft in de Stad Appingedam, eene Rechtbank van eersten Aanleg, over de vier Kantons.
Iedere kanton heeft een Vrederechter. De Vrederechters van de kantons Middelstum en Winsum hebben zitting in het Vredegerecht te Onderdendam.
Omdat Appingedam vanaf 1811 de hoofdplaats is van het rechtsgebied bestaande uit het Hunsingo Quartier en het Fivelingo Quartier wordt de Rechtbank die Drost Meester Johan Wichers in Onderdendam had willen bouwen op de plaats waar nu de N.H. kerk staat in Appingedam gebouwd. Rechtbank Appingedam. In 1811 wordt het Regthuis in Onderdendam een Vredegerecht en dient het tevens als vergaderplaats voor het plaatselijke bestuur (gemeenteraad) van Bedum.
In het zesde hoofdstuk: van de Civiele Regtbank staat onder Artikel 53:  Er zullen zijn civiele regtbanken in elke plaats, waar die zullen noodig geoordeeld worden. Waar de civiele Rechtbanken worden gevestigd moet nog worden vastgesteld. In 1814 is hiervoor een ontwerp gemaakt die is vastgelegd in de Wet Betrekkelijk de Zamenstelling der Regterlijke Magt en het beleid der Justitie. In dit ontwerp staat de volgende tabel. Tabel der Civiele Regtbanken: Provincie Groningen: 1°. Eene civiele regtbank te Groningen 2°. Eene civiele regtbank op het Hogezand  3°. Eene civiele regtbank te Onderdendam 4°. Eene civiele regtbank te Appingadam  5°. Eene civiele regtbank te Zuidhorn 6°. Eene civiele regtbank te Zuidbroek 7°. Eene civiele regtbank te Wedde.
Door de machtswisseling duurt het echter jaren voor er ook maar iets van deze wet wordt gerealiseerd. Immers Napoleon Bonaparte wordt verslagen in de Slag bij Leipzig in 1813. Waarop Willem I der Nederlanden, de zoon van de in 1795 gevluchte Willem V van Oranje-Nassau en prinses Wilhelmina van Pruisen (1751-1820)Willem l wordt ingehuldigd als "soeverein vorst" der Verenigde Nederlanden. Op 16 maart 1815 roept hij zichzelf uit tot Koning van het Verenigd Koninkrijk der Nederlanden en Hertog van Luxemburg, waarna hij op 21 september 1815 in Brussel wordt ingehuldigd als Koning. In hetzelfde jaar wordt op het Congres van Wenen door de Europese mogendheden besloten om het  Hertogdom Luxemburg te promoveren tot Groothertogdom en Willem te erkennen als eerste Groothertog, met bevestiging van de koningstitel. Hiermee was de kersverse Nederlandse monarchie binnen Europa formeel erkend. Het nieuwe koninkrijk fungeerde als buffer voor zowel Frankrijk als het Verenigd Koninkrijk.
Pas in 1838 wordt na jarenlange voorbereiding de Rechterlijke macht en het beleid van de Justitie hervormd. De voorbereiding voor deze hervorming krijgt echt vorm met de "Wet van den 18 April 1827". Door de Belgische Revolutie konden deze hervormingen niet direct worden toegepast. Pas nadat Koning Willem I in 1837 België erkend als zelfstandige staat, kan in 1838 de hervorming van de rechterlijke macht worden doorgevoerd.
Er komen rechtbanken van verschillende niveaus, die tot aan vandaag de dag, met uitzondering van de Kantongerechten, nog actueel zijn. In  Art. 1. van de "Wet van den 18 April 1827" staat: De rechterlijke macht wordt, onverminderd het rechtsgebied aan de militairen rechter toegekend, uitgeoefend door :1°. De Kantongerechten; 2°.De Arrondissementsrechtbanken; 3°. De Provinciale-Gerechtshoven, en de Criminele Rechtbank te Amsterdam gevestigd; 4°. Den Hoge Raad.

Hiermee verdwijnen de Vredegerechten, zij gaan op in de Kantongerechten. In België, die nu zijn eigen wetgeving heeft, blijven de Vredegerechten bestaan. Uiteindelijk wordt bij deze wet het ontwerp van 1814 ten aanzien van de civiele Rechtbanken uitgevoerd met uitzondering van de plaats Wedde. Wedde is verruild voor Winschoten.

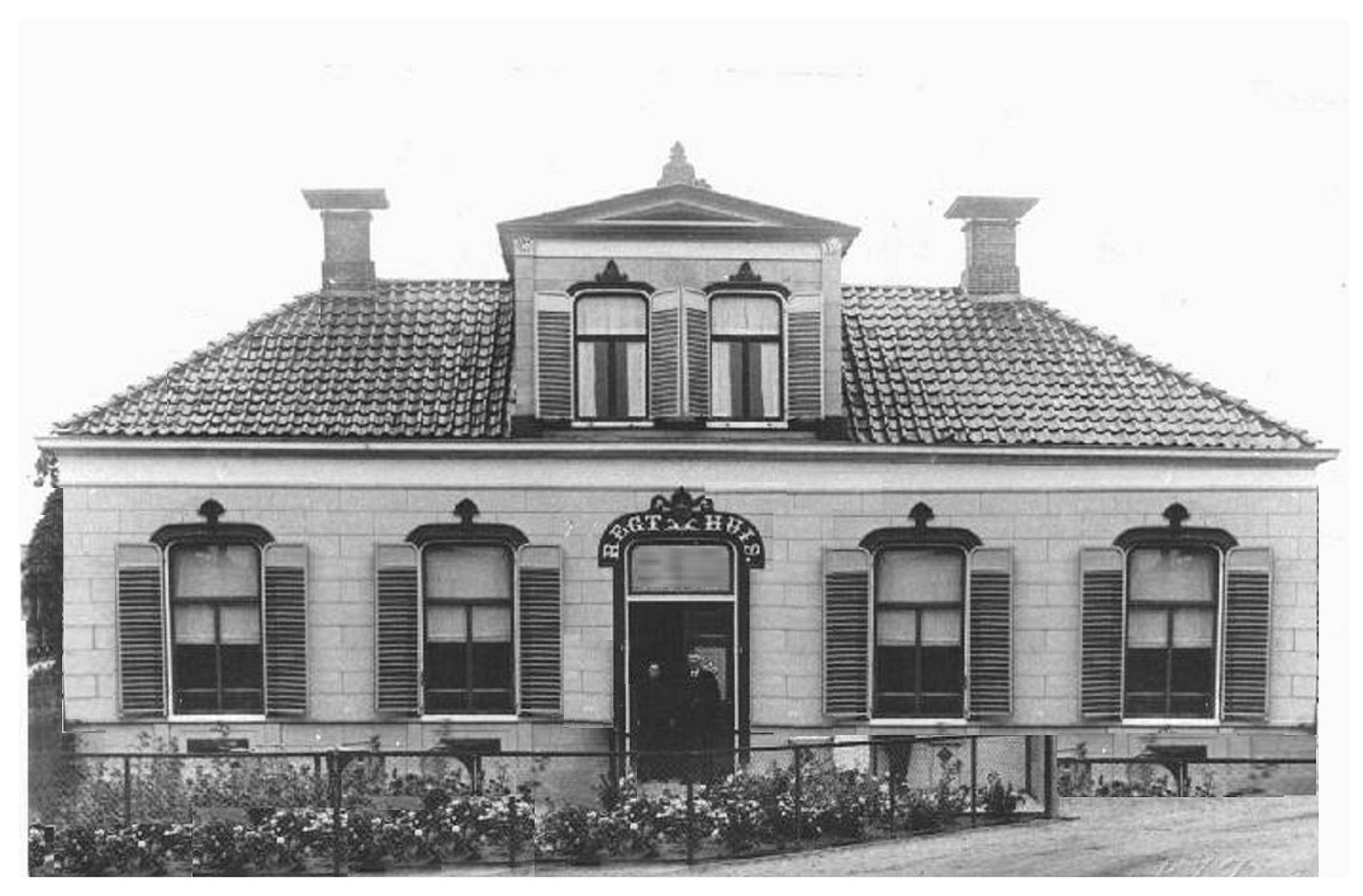
Fotoreconstructie van het Regthuis aan de Warffumerweg 2 te Onderdendam zoals het in 1839 is verbouwd tot kantongerecht, de twee puntgevels met wolfsdak zijn niet meer aanwezig.

In 1839 werd het Regthuis verbouwd en ingericht als Kantongerecht. Het  gemeentebestuur verhuisde hierdoor opnieuw naar de herberg.  De herberg werd hiervoor verbouwd en diende voortaan als het gemeentehuis van de gemeente Bedum. De gevangenis werd in 1843 opnieuw ingericht. Nadat het gemeentebestuur in 1852 naar Bedum verhuisde, bleef de herberg als wachtkamer voor het kantongerecht  dienen.
Van 1838 tot 1877 is het Kantongerecht gevestigd in het Regthuis (Warffumerweg 2) en valt het onder het arrondissement Appingedam. Dit verandert in 1877 door: "de WET van den 9 den April 1877, tot vaststelling van het rechtsgebied en de zetels van de  arrondissementsrechtbanken en Kantongerechten". Bij bovenstaande wet wordt het arrondissement Appingedam opgeheven en toegevoegd aan het arrondissement Groningen. Nu de Arrondissementsrechtbank in Appingedam vervalt krijgt Appingedam als compensatie een Kantongerecht. De Kantongerechten in Appingedam en Onderdendam vallen voortaan onder het arrondissement Groningen.

Het bestuur van het arrondissement Groningen vindt de huisvesting in Onderdendam beneden de maat. Voortaan moet alles in één pand worden gehuisvest. Hiermee eindigt de functie van het Regthuis als gebouw voor de rechtspraak. Men besluit om de bovenzaal van het pand aan de  Middelstumerweg 1, flink op te knappen en in te richten als rechtszaal. De rechtszaal is nu gesitueerd boven de gelagzaal van de herberg. De verkoop van drank werd echter als hinderlijk beschouwd. De minister van justitie ging na lang aandringen in 1883 akkoord met de bouw van een nieuw gebouw aan de Bedumerweg. De gemeente Bedum stelde hiervoor de grond gratis ter beschikking. Het nieuwe gebouw is op 1 april 1885 officieel in gebruik genomen.

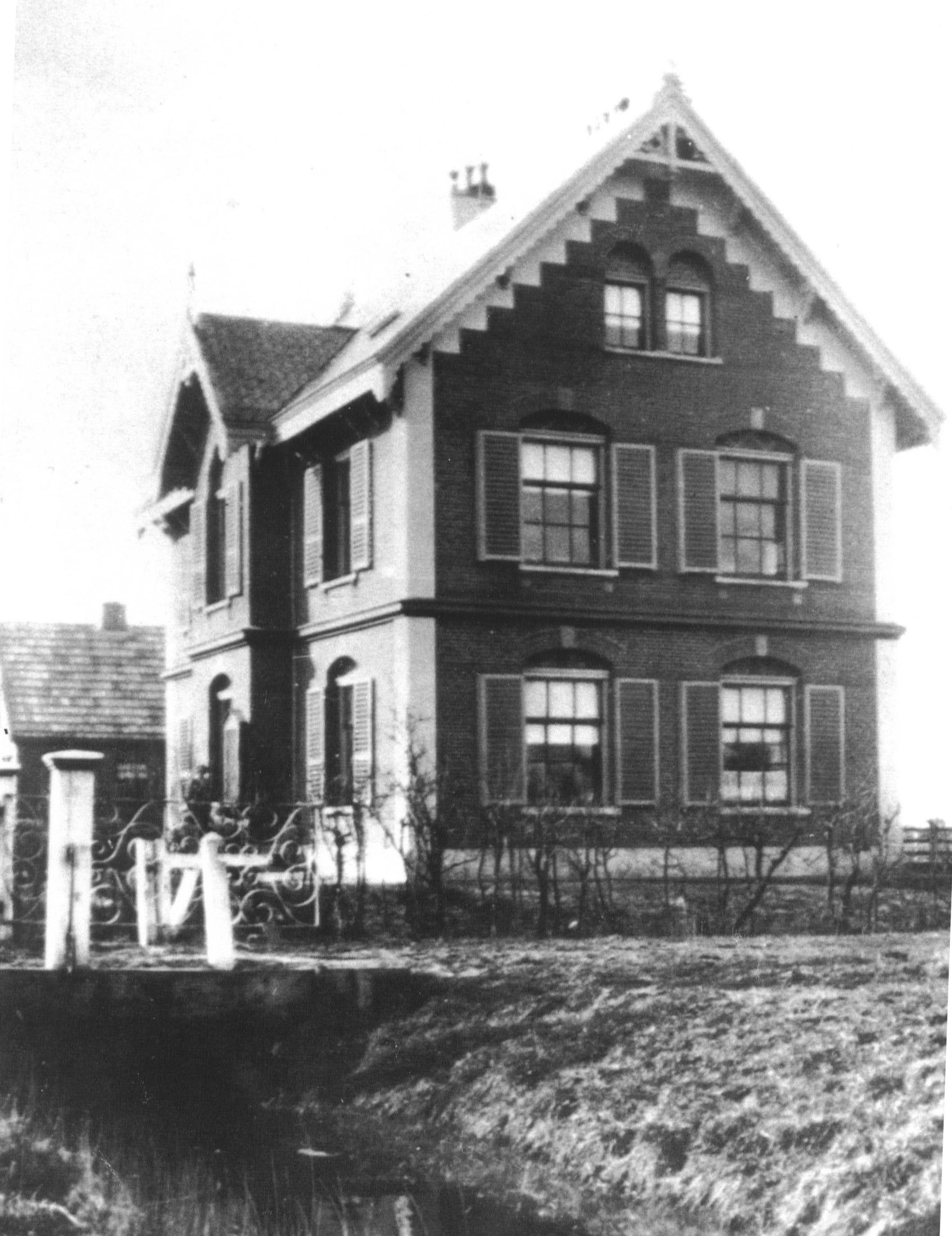
Bedummerweg 48 te Onderdendam waar van 1885 - 1934 het kantongerecht was gevestigd.

Kastelein Jan Knoop Pathuis doopte zijn ‘van ouds gerenommeerde en als zeer neringrijk bekendstaande logement vervolgens om tot ‘Het Wapen van Hunsingo’ (tot 1903), terwijl de rechtszaal bekend bleef staan als 'Het Oude Regthuis van Hunsingo'. Het wapenschild uit 1804 verhuisde later naar de nieuwe verbindingsgang van het (voormalige) Water-schapshuis.
In 1934 vindt er weer een grote reorganisatie plaats met betrekking tot de vaststelling van het rechtsgebied en de zetels van de rechtbanken en kantongerechten. Deze zijn vastgelegd in "de WET van den 17 den november 1933", Staatsblad 606. In Artikel 1.staat: De arrondissementsrechtbanken te Tiel en Winschoten en de kantongerechten te Oss, Heusden, Waalwijk, Veghel, Oirschot, Oosterhout, Tholen, Gulpen, Weert, Elst, Doesburg, Geldermalsen, Zaltbommel, Druten, Vianen, Kampen, Ommen, Goor, Schoonhoven, Ridderkerk, Sliedrecht, Goes, Hulst, Schagen, Medemblik, Purmerend, Haarlemmermeer, Breukelen-Nijenrode, Wijk bij Duurstede, Woerden, Dokkum, Bergum, Harlingen, Bolsward, Lemmer, Zuidhorn, Appingedam, Onderdendam en Hoogeveen zijn ontbonden.
Deze wetten traden in werking op 1 januari 1934, Staatsblad 623, en stelden de rechtsgebieden van de gerechtshoven en de zetels van de arrondissementsrechtbanken en kantongerechten vast.
De arrondissementsrechtbank te Winschoten en de kantongerechten te Onderdendam, Appingedam en Zuidhorn  worden bij deze wetgeving opgeheven.       
Van 1838 tot 1877 was Onderdendam het tweede kanton van het toenmalige arrondissement Appingedam. Van 1877 tot 1934 was Onderdendam het het vierde kanton van het arrondissement Groningen.

## Rechtsgebied
Het kanton omvatte de toenmalige gemeenten Bedum, Adorp, Baflo, Eenrum, Kloosterburen, Leens, Ulrum, Kantens, Middelstum, Uithuizen, Uithuizermeeden, Usquert, Warffum en Winsum.